# انریکو گراس
انریکو گراس (ایتالیایی: Enrico Gras؛ ‏ ۷ مارس ۱۹۱۹ – ۵ مارس ۱۹۸۱) کارگردان فیلم، و فیلم‌نامه‌نویس اهل ایتالیا بود.
از فیلم‌هایی که وی در آن‌ها نقش داشته‌است، می‌توان به قاره گم‌شده اشاره نمود.